# Taiyo
Ne doit pas être confondu avec Taiyō.
Taiyo ou SRATS est un satellite scientifique développé par l'agence spatiale japonaise ISAS dont l'objectif est d'étudier les interactions entre le Soleil et la haute atmosphère terrestre. Lancé le 24 février 1975 par le lanceur M-3C # 2 et achève sa mission le 29 juin 1980.

## Objectifs de la mission
L'objectif de la mission est d'étudier de manière systématique l'ionosphère en observant simultanément les rayonnements ionisants du Soleil (hydrogène Lyman-Alpha et rayons X), l'albédo ultraviolet de la Terre, la composition des ions chargés positivement et les paramètres du plasma tels que la densité en électrons et ions et les températures de l'ionosphère.

## Caractéristiques
Taiyo est un petit satellite de 86 kg ayant la forme d'un octogone cylindrique haut de 71 cm et avec une largeur maximale de 70 cm. Le satellite est stabilisé par rotation et le contrôle d'attitude est réalisé en utilisant le champ magnétique terrestre. Quatre sondes à plasma se trouvent à l'extrémité de 4 petits mâts de 0,5 mètre perpendiculaires à l'axe de rotation. L'énergie électrique d'une puissance moyenne de 15 watts est fournie par 6 000 cellules photovoltaïques au silicium de type n-p.
Les instruments scientifiques embarqués sont :
- Un appareil de mesure continue de l'intensité totale des rayons X du Soleil dans la bande des 6-12 keV.
- Un appareil de mesure des émissions du Soleil du rayonnement hydrogène Lyman-alpha.
- Deux radiomètres UV mesurant la radiation solaire (2 550 et 2 990 ångströms) pour déterminer la distribution de l'ozone dans la mésosphère et la haute stratosphère.
- Quatre compteurs de photons (304, 584, 833, 1 300 et 1 216 ångströms) pour mesurer le rayonnement atmosphérique, interplanétaire et de la géocouronne.
- Un instrument de mesure de la densité des électrons dans l'ionosphère.
- Un instrument de mesure de la température des électrons dans l'ionosphère.
- Une expérience destinée à étudier les concentrations et les températures des électrons et des ions.
- Un instrument de mesure de la composition des ions chargés positivement (oxygène, hélium et hydrogène).

## Déroulement de la mission
Le satellite est lancé le 24 février 1975 depuis la base de lancement d'Uchinoura par le lanceur à propergol solide M-3C # 2. Le système de guidage radio, qui est testé au cours du vol précédent, est mis en application pour ce lancement. Après la mise en orbite, le satellite est ralenti à 11,5 tours par minute par utilisation d'un yoyo. L'axe de rotation est réorienté perpendiculairement au plan orbital vers le 5e jour. Le 25e jour les instruments sont activés.

## Résultats scientifiques
Taiyo atteint ses objectifs en collectant les données sur le plasma qui entoure la Terre durant une période de faible activité solaire. Une coopération internationale est mise en place avec l'Allemagne qui lance à la même époque le satellite AEROS-B (hu) pour collecter des données similaires.